# ヴァルター・ブルーメ (航空技術者)
ヴァルター・ブルーメ（Walter Blume, 1896年 1月10日 - 1964年5月27日）は、第一次世界大戦時のドイツのエース・パイロットで、後年は航空機設計技師として活動した。
第一次世界大戦中に第26戦闘中隊（Jasta 26）と第9戦闘中隊（Jasta 9）で28機を撃墜し、鉄十字章とプール・ル・メリット勲章を授与された。

## 初期の履歴と第一次世界大戦

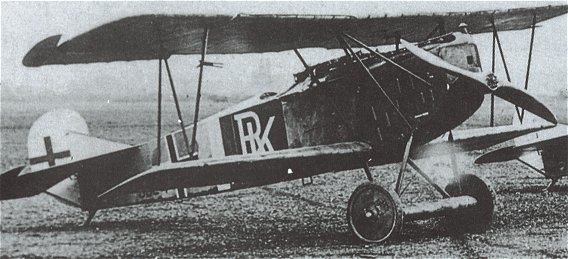
フォッカー D.VII

1896年1月10日にドイツ帝国シュレージエンのヒルシュベルクに生まれ、最初は1914年9月に第5シュレージエン猟兵大隊へ入隊した。初期の戦いで負傷した後、1915年6月にパイロットの訓練を受け、1916年 6月18日から1917年 1月20日までF. Fl. Ablt. 65で複座のアヴァティック（Avatik）機に搭乗した。この期間中の1916年 7月24日に二級鉄十字章を授与された。その後1917年1月にブルーメの単座戦闘機部隊の第26戦闘中隊（Jasta 26）への転属申請が叶えられた。
ブルーメのJasta 26での最初の戦果は1917年 5月10日のことで、8月14日には一級鉄十字章を授与された。ブルーメは 10月24日にはエース・パイロットとなったが、 11月29日の戦闘中に英第48飛行隊のブリストル機により胸部に重傷を負い、3カ月間の入院をすることになった。
1918年 3月5日にブルーメは前線勤務に戻ると第9戦闘中隊（Jasta 9）の指揮官となり、更なる22機の戦果はこの新しい部隊で挙げた。
1918年8月31日と9月14日の1日で2機撃墜を除いてブルーメはそのほとんどの戦果を1機ずつ積み上げていき、戦果の中で4機のみが複座機であった。ブルーメは、アルバトロス戦闘機とフォッカー D.VIIの双方に搭乗した。
1918年10月2日にブルーメはプール・ル・メリット勲章を授与され、同日に最後から2番目となる27機目を撃墜した。
ブルーメは1919年1月15日に退役した。

## 戦間期と第二次世界大戦
第一次世界大戦後もブルーメは航空界に残り、ハノーファーの工科大学で航空工学を学んだ後の1920年代半ばにドイツのアラド社に入社した。そこでアラド Ar 95、Ar 96の設計に携わり、1933年初めにはアラド社の主任設計技師の地位に就いた。続く10年の間にブルーメはAr 234双発ジェット偵察機の様な世界初のジェット機を含む機体の開発の責任者を務めた。Ar 234は開発過程で様々な試作機を経て、最終的にAr 234B ブリッツ（Blitz、稲妻）と命名された双発ジェット爆撃機となった。第二次世界大戦が終わる頃にはアラド設計チームはAr 234を4発ジェット爆撃機型に発展させたが、これは「実証実験」段階までにしか進まなかった。後にブルーメは、アラド社での設計の一つを民間軽飛行機のブルーメ Bl.502として復活させたが商業的な成功は収めなかった。
ナチス・ドイツの降服後、ブルーメは赤軍に捕まりソビエト連邦へ連行され、そこで数年の間ソ連の未熟なジェット機開発計画の手助けをした。